# Alfred Berg (bankman)
Anders Alfred Berg, född 5 september 1871 i Stockholm, död 18 maj 1920, var en svensk börsmäklare och bankman. Han är mest känd för att ha lagt grunden till Sveriges äldsta fondkommissionärsfirma Alfred Berg. Mellan åren 1912 och sin död 1920 var Alfred Berg ägare av Wiks slott i Uppsala där han bland annat hade sina stora konst- och vapensamlingar. 
Alfred Berg gifte sig med Berta Maria Katarina Hedman (1879-1927) den 19 oktober 1916 i Adolf Fredriks församling.  
Alfred härstammade från släkten Berg med ursprung i Lund. Hans farfars far Anders Berg (1767-1827) var en framgångsrik fabrikör och färgare med verksamhet på Södermalm i Stockholm. Alfred var son till grosshandlaren och industrimannen Knut Victor Berg (1836-1913) och dennes hustru Hilma Julia Mathilda Winroth (1843-1909), äldre syster till Alfred Winroth och Hugo Winroth.